# Associazione Sbandieratori Arezzo
Gli sbandieratori ad Arezzo sono presenti sin dal 1931 come Alfieri portabandiere dei quattro quartieri della Giostra del Saracino.
L'Associazione Sbandieratori Arezzo nasce come gruppo nel 1960 e come vera e propria associazione nel 1964. È un'organizzazione autonoma rappresentativa della Giostra del Saracino alla quale prende parte in occasione delle due edizioni annuali.

## La storia
Gli sbandieratori partecipano alla rievocazione della Giostra del Saracino fin dal 1931 nel ruolo di alfieri porta-bandiera dei Quartieri.
Nel 1960 in occasione di una “manifestazione italiana” a Liverpool, l'Ente Provinciale per il Turismo di Arezzo decide di costituire una rappresentanza della Giostra riunendo gli sbandieratori dei quattro Quartieri. Il successo di quella trasferta porta alla creazione, nello stesso anno, di un gruppo autonomo che sarà uno dei primi del genere in Italia. È poi nel 1964 la fondazione dell'associazione vera e propria con uno statuto suo.
Nel 1966, a San Marino, l'Associazione è tra i promotori della fondazione della Federazione Italiana Sbandieratori, che riunisce quasi tutti i gruppi italiani. L'anno seguente sono proprio gli aretini a organizzare i primi Giochi Internazionali della Bandiera. Nelle prime cinque edizioni ottiene risultati (soprattutto nelle categorie a squadre) e risulta tuttora al quinto posto della classifica della “Tenzone Aurea” della F.I.SB. Nel 1977 il gruppo di Arezzo si ritira dalla Federazione.
Noto all'estero e nei media, dalla fondazione a oggi il gruppo ha affrontato trasferte in vari paesi del mondo.
Nel 2002 gli è stato consegnato il Premio Internazionale FAIR PLAY Mecenate.

### Partecipazione ad eventi di rilievo
Tra le migliaia di esibizioni effettuate nel mondo quelle di maggior rilievo sono:
| Anno | Stato                             | Città                                              | Evento |
| ---- | --------------------------------- | -------------------------------------------------- | --- |
| 1960 | Gran Bretagna                     | Liverpool                                          | Promozione della Giostra del Saracino (Prima trasferta)                                                           |
| 1967 | U.S.A.                            | New York                                           | Maggio U.S.A |
| 1968 | Messico                           | Città del Messico                                  | Apertura delle Olimpiadi                                                                                          |
| 1974 | Germania                          | Stoccarda                                          | Cerimonie di apertura dei Campionati Mondiali di Calcio                                                           |
| 1974 | Gran Bretagna                     | Ardinngly, Malvern                                 | South of England Show, Three Counties Show(incontro con la regina Elisabetta di Inghilterra)                      |
| 1975 | Giappone                          | Okinawa, Tokyo                                     | Expo Internazionale (incontro con l'attuale Imperatore del Giappone)                                              |
| 1978 | Argentina                         | Buenos Aires                                       | Campionati Mondiali di Calcio                                                                                     |
| 1979 | Sudafrica                         | Johannesburg                                       | Esibizione per le comunità italiane                                                                               |
| 1987 | Francia                           | Lourdes                                            | Pellegrinaggio Militare Internazionale                                                                            |
| 1988 | Austria                           | Vienna                                             | Ballo delle debuttanti                                                                                            |
| 1988 | Sudafrica                         | Johannesburg                                       | Carnevale internazionale                                                                                          |
| 1989 | Francia                           | St. Priest                                         | Rivoluzione Francese                                                                                              |
| 1990 | Italia                            | Roma                                               | Inaugurazione Stadio Olimpico                                                                                     |
| 1990 | Italia                            | Roma                                               | Campionati Mondiali di Calcio                                                                                     |
| 1991 | Argentina, Brasile, Uruguay, Cile | Buenos Aires, Rio de Janeiro, Montevideo, Santiago | Tournée in Sud America                                                                                            |
| 1992 | U.S.A.                            | New York                                           | Inaugurazione di Piazza Italia                                                                                    |
| 1993 | Belgio                            | Bruxelles                                          | Rally Europeo per auto d'epoca                                                                                    |
| 1993 | Francia                           | Parigi                                             | Coppa Luis Vuitton per auto d'epoca                                                                               |
| 1995 | Giappone                          | Sasebo, Nagasaky                                   | 50º anniversario della Bomba Atomica                                                                              |
| 1995 | Israele                           | Gerusalemme                                        | 3000° anni della nascita                                                                                          |
| 1997 | Gran Bretagna                     | Londra                                             | Esibizione per la BBC                                                                                             |
| 1998 | Francia                           | Parigi                                             | Eurodisney Disney's Carnaval                                                                                      |
| 1998 | Francia                           | Versailles                                         | Campionati Mondiali di Calcio                                                                                     |
| 1998 | Italia                            | Roma                                               | Campionati Mondiali di Equitazione Word Equestriam Game98'                                                        |
| 2000 | Nuova Zelanda                     | Auckland                                           | America's Cup |
| 2000 | Emirati Arabi Uniti               | Dubai                                              | Dubai Shopping Festival                                                                                           |
| 2000 | Cina                              | Kunming                                            | Festival Internazionale del Folklore                                                                              |
| 2001 | U.S.A.                            | Las Vegas                                          | Festa della Ducati America                                                                                        |
| 2003 | Siria                             | Damasco                                            | Silk Road Festival                                                                                                |
| 2004 | Australia                         | Perth                                              | Promozione regione Toscana                                                                                        |
| 2006 | Corea del Sud                     | Seoul                                              | Seoul Drum Festival                                                                                               |
| 2007 | Spagna                            | Valencia                                           | America's Cup |
| 2007 | Siria                             | Damasco                                            | Silk Road Festival                                                                                                |
| 2007 | Russia                            | Mosca                                              | Tatto Kremlin Zoria Festival                                                                                      |
| 2008 | Svizzera                          | Zurigo                                             | Campionati Europei di Calcio                                                                                      |
| 2009 | Città del Vaticano                | Città del Vaticano                                 | Udienza da Papa Benedetto XVI                                                                                     |
| 2010 | Hong Kong                         | Hong Kong                                          | Cathay Pacific International Chinese New Year Parade                                                              |
| 2010 | Libano                            | Beirut                                             | Consegna della medaglia UNIFIL al contingente italiano                                                            |
| 2010 | Paesi Bassi                       | Amsterdam, Utrecht                                 | Inaugurazione del Giro d'Italia                                                                                   |
| 2011 | Romania                           | Sibiu                                              | Festival del Teatro                                                                                               |
| 2011 | Spagna                            | Jaén                                               | Feria de San Lucas                                                                                                |
| 2012 | U.S.A.                            | Branson, Missouri                                  | World-Fest |
| 2012 | Armenia                           | Yerevan                                            | Italy on the Road Show                                                                                            |
| 2013 | Turchia                           | Istanbul                                           | Giornata Europea                                                                                                  |
| 2013 | Russia                            | San Pietroburgo                                    | 310º anniversario della città di San Pietroburgo                                                                  |
| 2013 | Russia                            | Arkhangelsk                                        | Street Festival 2013 Arkhangelsk                                                                                  |
| 2014 | Principato di Monaco              | Monaco                                             | Conferimento dell'onorificenza di “Cavaliere ufficiale Ordine al merito della Repubblica Italiana” a Frank Muller |
| 2014 | Austria                           | Vienna                                             | Settimana italiana                                                                                                |
| 2015 | Città del Vaticano                | Città del Vaticano                                 | Udienza da Papa Francesco                                                                                         |
| 2015 | Francia                           | Parigi                                             | Tèléhon 2015 |
| 2016 | Spagna                            | Alcoy                                              | Mori e cristiani di Alcoy                                                                                         |
| 2016 | Spagna                            | Valencia                                           | Moros y Cristianos de Valencia                                                                                    |
| 2017 | Oman                              | Muscat                                             | Celebrating Oman - The great journey                                                                              |
| 2017 | Inghilterra                       | Tewkesbury                                         | Tewkesbury Medieval Fest                                                                                          |
| 2018 | Ucraina                           | Yalta                                              | 4° International Economic Forum                                                                                   |
| 2018 | Svizzera                          | Nyon                                               | Festa del dipartimento di Nyon                                                                                    |
| 2019 | Italia                            | Sanremo                                            | Finale 69º Festival di Sanremo                                                                                    |
| 2019 | Russia                            | Mosca                                              | Times & Epochs |
| 2019 | Croazia                           | Dubrovnik                                          | Midea Gala Dinner                                                                                                 |
| 2022 | Bosnia ed Erzegovina              | Sarajevo                                           | Gli Sbandieratori di Arezzo a Sarajevo                                                                            |
| 2022 | Brasile                           | Curitiba                                           | Festival "Mia Cara"                                                                                               |
| 2023 | Spagna                            | Murcia                                             | Moros y Cristianos                                                                                                |
| 2023 | Argentina                         | Rosario                                            | Festa della Repubblica Italiana                                                                                   |

## Le esibizioni

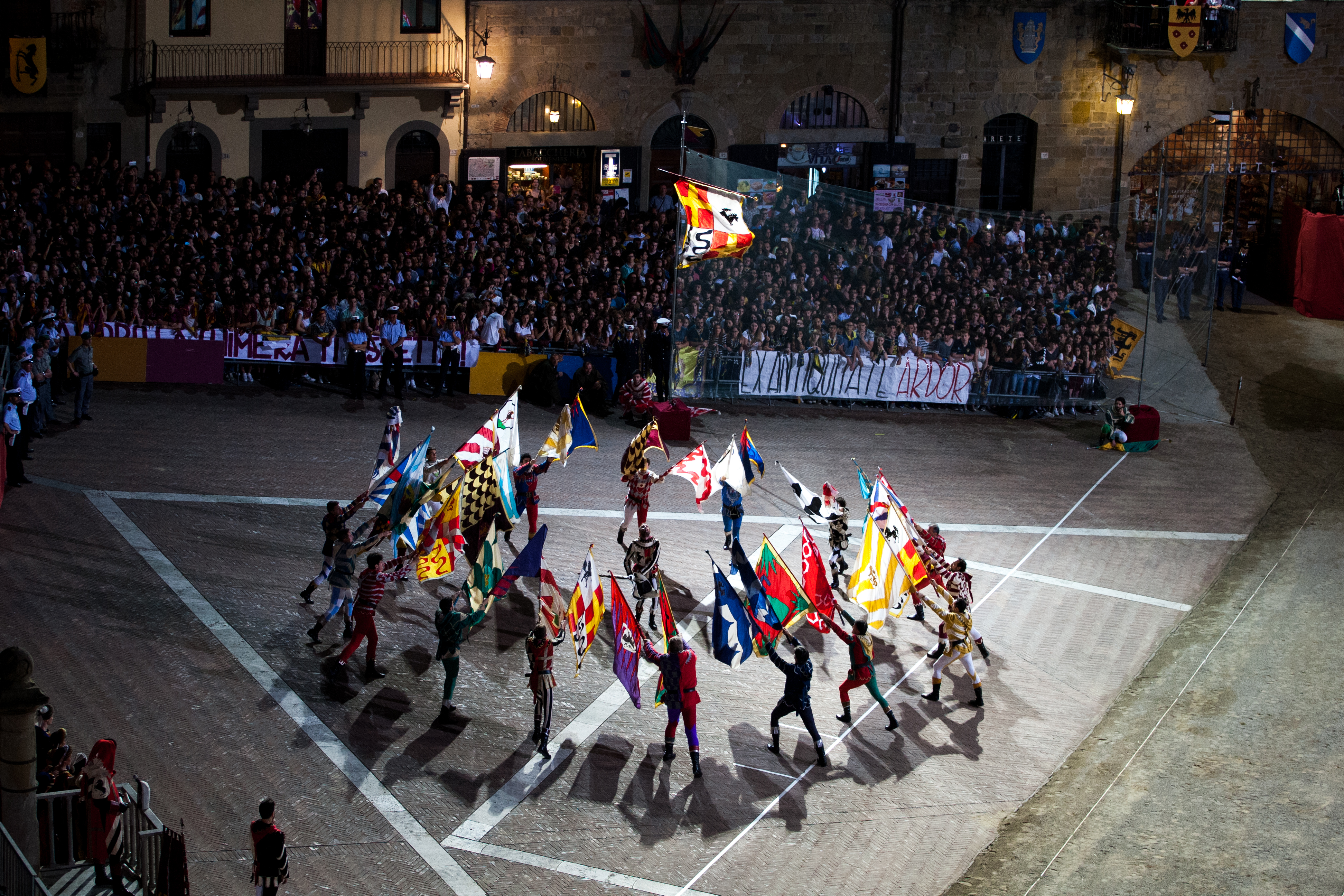
Lancio Sfalsato durante la giostra del saracino in notturna degli Sbandieratori di Arezzo

Il gruppo può andare da un minimo di 8/10 fino a 30/35 elementi.
Gli spettacoli hanno una durata variabile dai 5 ai 45 minuti e possono svolgersi anche in spazi chiusi.
Il repertorio di esercizi nato dalla ricerca storica sui testi del '500 (per restituire "l'arte del maneggiar l'insegna") propone figure di origine medievale che sono poi utilizzate per una varietà di spettacoli:
- movimenti di sfilata,
- singolo,
- coppia,
- terzetti,
- quartetti,
- piccola squadra,
- grande squadra.

Questi spettacoli possono essere affrontati con l'uso di una o più bandiere per sbandieratore e sono accompagnati da tamburi e chiarine.
Con il tempo il repertorio è stato ampliato introducendo nuove figure e musiche.

### Gli acrobati e la Schermaglia
Particolarità di questo gruppo è la presenza tra gli sbandieratori di acrobati provenienti dalla ginnastica artistica che si esibiscono con e senza bandiera.

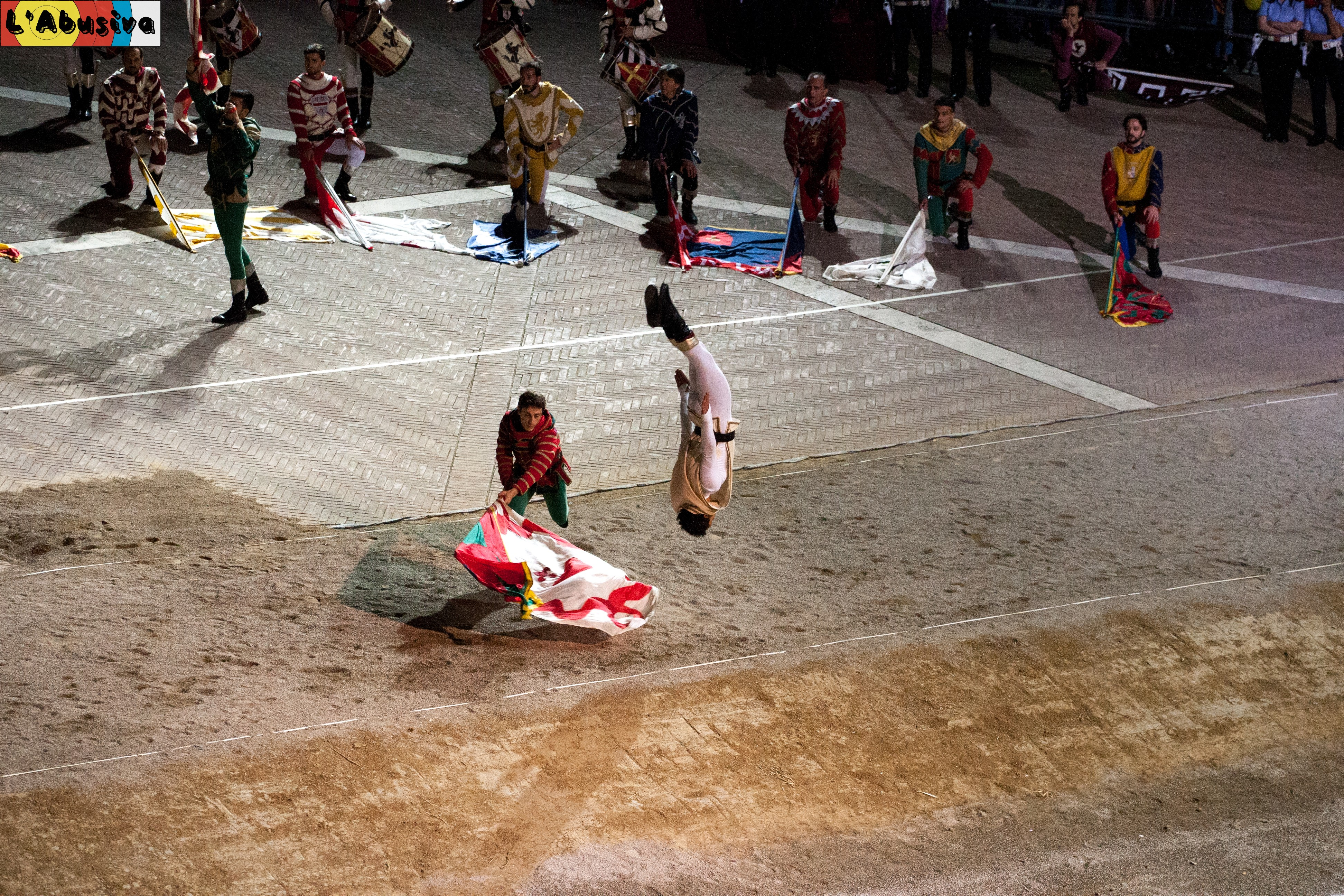
Particolare della schermaglia degli Sbandieratori

La "schermaglia" è una figura che vede la loro partecipazione e mette in risalto le loro capacità. Ideata da Vittorio Dini (studioso che ha ricordato il rilievo nazionale del gruppo) come metaforico scontro tra il Bene e il Male, viene proposta per la prima volta al Tivoli di Copenaghen nel 1962. Rappresenta la lotta fra due avversari muniti non di spada ma di bandiera. Legata soprattutto all'acrobaticità, ha per epilogo un vincitore che non annienta l'avversario, ma gli offre una possibilità di riscatto: un'offerta che si rende evidente nella riconsegna del vessillo simbolicamente perduto.

### La Giostra del Saracino
Gli sbandieratori di Arezzo prendono parte alla Giostra del Saracino di Arezzo nella quale si esibiscono durante la sfilata e poi in piazza Grande prima dell'inizio del torneo.
In queste occasioni il gruppo prepara ogni volta un saggio diverso che viene eseguito nella piazza. Tali saggi sono accompagnati sia da sequenze di movimenti e scambi di bandiere diversi che da musiche studiate appositamente per l'occasione offrendo così uno spettacolo diverso.

## Bandiere e costumi
Elementi che contraddistinguono questo gruppo sono l'originalità e la varietà dei loro costumi e delle loro bandiere. Tutti i costumi e le bandiere sono diversi tra loro a rappresentare attraverso i colori e lo stemma ognuno dei 39 
comuni della provincia di Arezzo. Ad ogni bandiera è così abbinato un determinato costume.

### Le bandiere
Gli sbandieratori di Arezzo si esibiscono con bandiere aventi un drappo di 140 cm di altezza e 160 cm di lunghezza montato su 
di un'asta in faggio evaporato con contrappeso in piombo, per un peso totale di circa 1.5 kg; i drappi rappresentano, al pari dei costumi, i Comuni della Provincia di Arezzo, e sono cuciti a mano, così come lo stemma vi è dipinto a mano. In ciò si differenziano decisamente dalla gran parte dei gruppi sbandieratori italiani, ormai omologatisi all'uso di drappi più piccoli, stampati in serigrafia e con aste in carbonio, che tolgono peculiarità ai vari complessi.

### I costumi
Tutti i costumi sia degli sbandieratori che dei tamburini che dei trombettieri sono confezionati a mano, i ricami di tutti gli stemmi sono affidati a sapienti mani di ricamatrici di Arezzo.
In particolare quelli degli sbandieratori si ispirano ai dipinti di Piero della Francesca.
Colori e stemmi richiamano quelli dei Comuni della Provincia di Arezzo.